# Jordan Mailata
(en) Statistiques sur pro-football-reference
Jordan Mailata, né le 31 mars 1997 à Bankstown en Australie, est un sportif professionnel australien de football américain jouant au poste d'offensive tackle dans la National Football League (NFL) depuis la saison 2018.
Ayant précédemment joué au rugby à XIII en Australie, il se convertit au football américain et est sélectionné lors du septième tour de la draft 2018 de la NFL par la franchise des Eagles de Philadelphie avec la particularité de ne pas avoir joué ce sport avant cette sélection. Malgré tout, il réussit à intégrer l'effectif principal des Eagles, sans toutefois jouer au cours de ses deux premières saisons. Il fait finalement ses débuts lors de la saison 2020. 